# Oxytropis fragiliphylla
Oxytropis fragiliphylla är en ärtväxtart som beskrevs av Q.Wang, Chang Y.Yang, X.Y.Zhu och Hiroyoshi Ohashi. Oxytropis fragiliphylla ingår i släktet klovedlar, och familjen ärtväxter. Inga underarter finns listade i Catalogue of Life.